# Kallsågsmossen
Kallsågsmossen är ett naturreservat i Skövde kommun i Västra Götalands län.
Området är skyddat sedan 1999 och omfattar 10 hektar. Det är beläget på Sydbillingen, sydväst om Skultorps tätort och består av en mosse med omgivande lövsumpskog. 

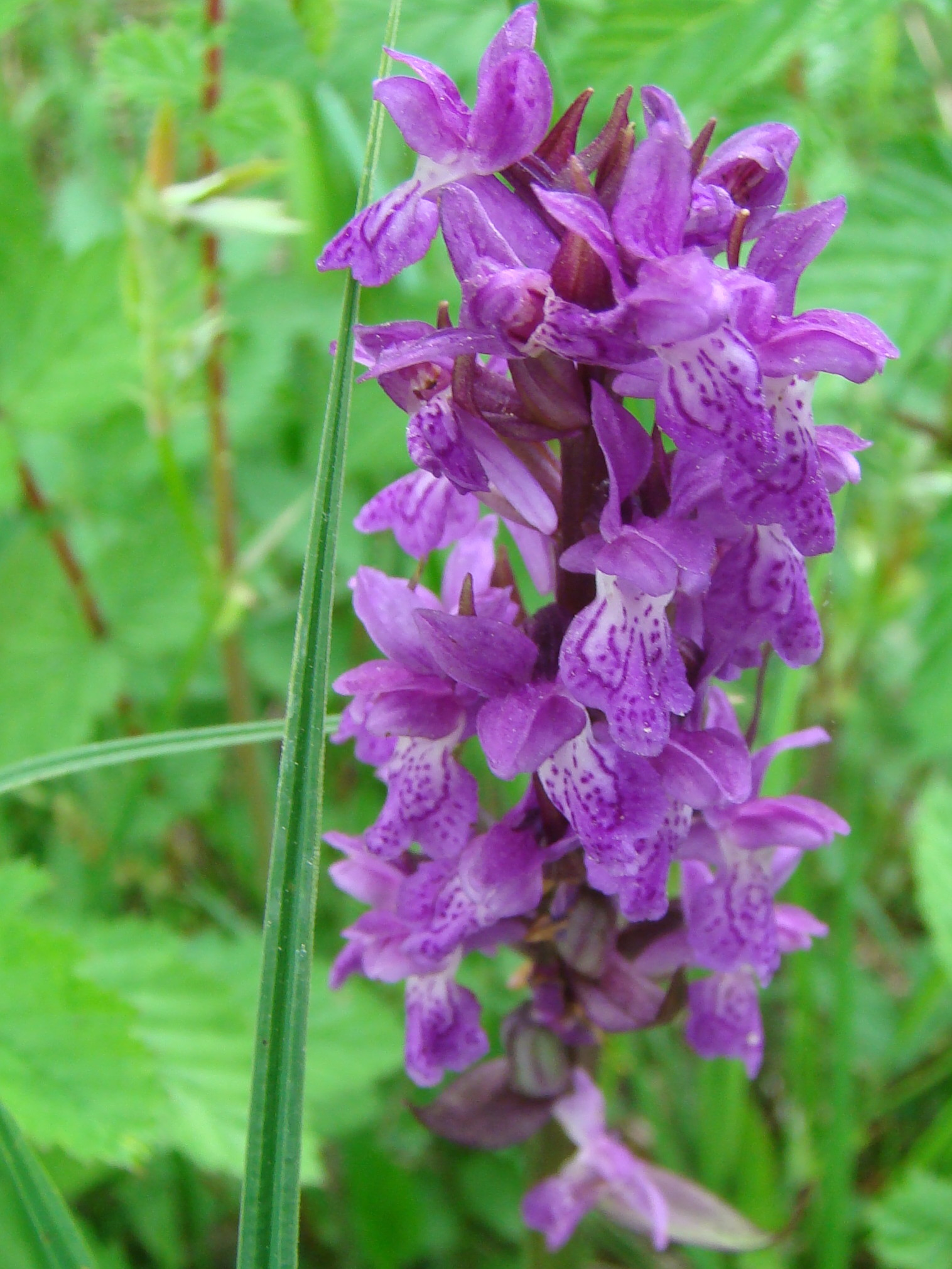
Sumpnycklar

Kallsågsmossen är ett extremrikkärr vars norra del består av ett axagkärr medan den södra är rikare och hyser stora mängder orkidéer. Till kärret tillförs vatten från källor som bryter fram ur kalkgrunden. I axagkärret kan man finna utöver axag även brudsporre, kärrknipprot, flugblomster, majviva och slåtterblomma.
Den södra delen av reservatets kärr har således en rik förekomst av orkidéer som t.ex. honungsblomster, ängsnycklar, sumpnycklar och vaxnycklar.
Runt kärret växer en relativt ung lövsumpskog. Där dominerar gråal, klibbal, björk och asp, med inslag av bl.a. ask och alm. I denna skog växer orkidéerna tvåblad och grönvit nattviol. Simsjöbäcken rinner norrut och längs denna är skogen äldre, med inslag av lågor och död ved.
Området ingår i EU:s ekologiska nätverk av skyddade områden, Natura 2000. 